# Xinxing (Xunke)
Die „Gemeinde Xinxing der Oroqen“ (chinesisch 新兴鄂伦春族乡, Pinyin Xīnxīng Èlúnchūnzú Xiāng) ist eine Nationalitätengemeinde im Kreis Xunke der bezirksfreien Stadt Heihe in der nordostchinesischen Provinz Heilongjiang. Xin E hat eine Fläche von 558,9 km² und 1.405 Einwohner (Stand: Zensus 2010), davon rund 16 % Oroqen. Die Gemeinde am Nordhang des Kleinen Hinggan-Gebirges wurde 1956 gegründet um den Oroqen, die bis dahin von der umherschweifenden Jagd gelebt hatten, die Sesshaftwerdung zu ermöglichen.

## Oroqen
Die Gemeinde ist eines der traditionellen Siedlungsgebiete der Birarqen (Birartschen), einer Untergruppe der Oroqen. Die Oroqen sind – neben den Ewenken – eines der beiden nordtungusischen Völker Chinas.

## Administrative Gliederung
Xinxing setzt sich aus fünf Dörfern zusammen. Diese sind:
- Dorf Xinxing der Oroqen (新兴鄂伦春族村), Zentrum, Sitz der Gemeinderegierung;
- Dorf Xincheng (新城村);
- Dorf Xinhe (新河村);
- Dorf Xinjian (新建村);
- Dorf Xinling (新岭村).